# Gilbert Elliot-Murray-Kynynmound (4e comte de Minto)
Pour les articles homonymes, voir Gilbert Elliot-Murray-Kynynmound.
Gilbert John Elliot-Murray-Kynynmound, né le 9 juillet 1845 à Londres et mort le 1er mars 1914, est un homme d'État. Il est le 8e gouverneur général du Canada, de 1898 à 1904, puis 23e gouverneur général et 16e vice-roi des Indes, de 1905 à 1910.

## Hommage
- Il est comte de Minto ; les ponts de Minto, à Ottawa (Ontario), portent son nom.